# María de Córdoba (actriz)
María de Córdoba, también conocida como Amarilis la bella y la sultana Amarilis (Madrid, ca. 1597-ibid, 1678) fue una actriz española del Siglo de Oro. Entre los autores que la cantaron o celebraron hay que citar a Pedro de Morales en su Viaje al Parnaso, a Guillén de Castro en Engañarse engañando o a Francisco de Quevedo, que le dedicó el romance A María de Córdoba, farsanta insigne, conocida con el nombre de Amarilis. También tuvo poderosos detractores y enemigos, como el conde de Villamediana.

## Biografía
Nacida en fecha indeterminada del umbral del siglo XVII (algunos autores, como su biógrafo Narciso Díaz de Escovar la suponen en el Madrid de Felipe III). Todo parece indicar que la futura "bella y/o sultana Amarilis", viviendo en el ambiente de la farándula se inició como actriz hacia 1615, coincidiendo con su matrimonio con Andrés de la Vega. Se conservan documentos en los que aparecen actuando juntos a partir de 1618 y como miembros de compañías importantes de la época como las de Pedro de Valdés, Baltasar Pinedo, Cristóbal de León o Tomás Fernández. Cuatro años después (1622) su popularidad la hizo ser reclamada a la Corte, y abandonar la compañía de Juan Bautista Valenciano, con la que se encontraba en Granada. En 1625 se nombra a Andrés de la Vega, su marido, participando en las fiestas del Corpus de Madrid con compañía propia, y en la temporada 1626-1627, la compañía está actuando en palacio, según refieren los pagos hechos a la "compañía de Amarilis". En el verano de ese año de 1627, María solicitó el divorcio hallándose la compañía en León. Razones: "que hacía más de tres años que no hacía vida matrimonial con él, que la sometía a maltratos y que éste tenía relaciones con otras mujeres". Andrés de la Vega accedió y el obispo de León, fray Gregorio de Pedrosa, "dictó sentencia el 20 de agosto, concediendo el divorcio y ordenándole a Andrés de la Vega que le devolviese a María de Córdoba su dote, arras y la mitad de los bienes gananciales", provocando la apelación del marido. No obstante, seguirían colaborando en el negocio teatral, y tras una enfermedad de María en que la cómica llegó a hacer testamento, ya restablecida continuó asociada a su marido que "otorgó poder en su favor para que actuase legalmente en su nombre, en calidad de apoderada y compartiendo la gestión".
Muerto su marido en 1647 (en su casa de la calle del León en Madrid, la misma al parecer en la que 37 años después moriría Amarilis, según figura en su partida de defunción), María de Córdoba continuó ejerciendo la dirección de la compañía, aunque no ha quedado prueba de que obtuviese el título oficial de autora. Anota Cotarelo que Andrés de la Vega dejó a su mujer como testamentaria y que ella prosiguió durante unos años alquilando vestuario, pero todos los investigadores coinciden en que ya debía de haber dejado la escena hacia 1645, aunque queda noticia de su participación en algún evento, como se deduce del testimonio de Felipe IV, que en una carta escrita en 1650 a Luisa Enríquez Manrique, condesa de Paredes de Nava, le dice:

"...Muy regocijadas Carnestolendas hemos pasado y la gente moza se ha divertido y entretenido (...) la comedia fue buena, particularmente lo cantado y la representación de las mujeres, que Amarilis salió a la luz y está tan gran farsanta como siempre".
Felipe IV (Carnavales de 1650)

## Diva de carácter
Definida por el erudito Caramuel como actriz "prodigiosa en su profesión: recitaba, cantaba, tañía, bailaba y en fin, no hacía cosa que no mereciese públicos aplausos y alabanzas", debió tener ese alto concepto de sí misma que en los artistas se suele llamar genio. Así lo sugieren sus desplantes con los nobles que la acosaban sin descanso (fue sonado su enfrentamiento con el duque de Osuna por el que fue encarcelada en 1621, según recoge el Diccionario de Vich -p. 42-), o sus gestos de divismo, como el narrado por Henri Merimée en Spectacles et comédiens à Valencia (1580-1630), cuando siendo directora de su propia compañía en esa ciudad del Turia, llenando corrales y teatros y haciéndose pagar por adelantado, al parecer llegó en alguna ocasión a decidir en el último momento no salir a escena y suspender la función.
Casiano Pellicer en su referido Tratado histórico sobre el origen y progreso de la comedia y del histrionismo en España la destaca junto a otras 'bravas autoras' como Jusepa Vaca, Francisca Baltasara y María de Navas. Todas ellas fueron cantadas e inmortalizadas en la producción literaria de la época; de entre los homenajes que se le dedicaron a María de Córdoba -Bella Amarilis para sus admiradores y Gran Sultana para "desdeñados, envidiosas y enemigos de la escena"-, destacan quizá estos versos del romance que le escribió Quevedo:

"Mienten, pues, los Romances, 

que Amarilis la llaman, si no entienden

que son quantos la miran sus amantes."
Francisco de Quevedo (Romances) 